# Alabagrus marginatifrons
Alabagrus marginatifrons är en stekelart som först beskrevs av Muesebeck 1927.  Alabagrus marginatifrons ingår i släktet Alabagrus och familjen bracksteklar. Inga underarter finns listade i Catalogue of Life.